# 1948 في الفلبين
فيما يلي قوائم الأحداث التي وقعت خلال عام 1948 في الفلبين.

## سياسة

### تعيين في المنصب
- 17 أبريل – البيديو كويرينو رئيس الفلبين.

### انتهاء فترة المنصب
- 15 أبريل – مانويل روكساس رئيس الفلبين.
- 17 أبريل – البيديو كويرينو وزير الخارجية [الإنجليزية]‏، نائب رئيس الفلبين [الإنجليزية]‏.

## مواليد

### مارس
- 14 مارس – غريغوريو هوناسان سياسي فلبيني.

### مايو
- 2 مايو – مراد إبراهيم

## وفيات

### أبريل
- 15 أبريل – مانويل روكساس (مواليد 1892)[1]